# Конти (Лука)
Конти је насеље у Италији у округу Лука, региону Тоскана.
Према процени из 2011. у насељу је живело 17 становника. Насеље се налази на надморској висини од 221 м.